# Angelione
Angelione (in greco antico: Ἀγγελίων?, Anghelíon; fl. VI secolo a.C.) è stato uno scultore greco antico attivo nel VI secolo a.C.
Secondo Pausania il Periegeta fu allievo di Dipoinos e Skyllis e a sua volta maestro di Kallon di Egina (Paus., II, 32). Fu autore insieme a Tektaios di un grande simulacro di Apollo per un piccolo tempio in poros nel santuario di Apollo a Delo (Paus., IX, 35.3; Plutarco, De Mus., 14). La mano destra del dio teneva un arco e nella mano sinistra reggeva tre Muse ciascuna con uno strumento musicale: una lira, un aulos e un flauto di Pan. Si conoscono riproduzioni di questa statua su monete ateniesi e gemme.